# 没落行动
没落行动（英語：Operation Downfall）是盟军於第二次世界大战末期所擬定之对日本本土的进攻計畫。後因日本在广岛和长崎遭受两次核打击，同时蘇聯也对其宣战，故于1945年8月15日无条件投降，计划遂告取消。若該行動付諸實行，則将成為人类历史上规模最大的两栖作战行动。
没落行动包括两个部分：奥林匹克行动（Operation Olympic）和小王冠行动（Operation Coronet）。奥林匹克行动计划于1945年10月实施，目标是占领九州岛南部约三分之一左右的领土，使之与已经占领的冲绳成为下一步进攻的主要基地。小王冠行动则计划于1946年春实施，其目标直指迫近东京的关东平原。按计划，此时位于九州的机场将为行动提供机降补给。
日本對應計畫為决号作战。由于日本列岛的地理特征，日本军部对于入侵的可能方向做出精确的判断，并相应地谋划名為决号作战的本土防御作战计划。其计划欲倾日本全部国力，不打算为任何可能的后续作战计划留存余裕。
虽然没落行动最终未能付诸实施，但倘若果真实现，参战双方必将付出巨大伤亡。视日本一般民众的抵抗程度若何，盟军的伤亡估计可达数百万，日本军民死伤则可能数倍乃至数十倍于此。

## 计划
没落行动的计划由美军主导负责完成。参与者包括海军上将尼米兹，陆军上将麦克阿瑟以及参谋长联席会议成员：海军上将恩斯特·金恩、威廉·莱希；陆军将领乔治·马歇尔和亨利·阿诺德。此时关于核武器的开发计划仍处于极度机密状态，除了“曼哈顿計劃”参与者外，只有极少数美国高官知情。故行动计劃过程中并未考虑原子弹的存在。
对于盟军而言，太平洋战场与欧洲战场的一个主要不同是，盟军始终未能就战区总司令的设立达成一致。因此盟军的指挥始终划分为几个区域：比如，到1945年时，尼米兹任太平洋战区盟军总司令，而麦克阿瑟则为西南太平洋地区最高盟军指挥官（Supreme Allied Commander）。然而对于进攻日本本土这样的计划，一个统一的指挥系统是必要的。但是，对于人选问题是海軍系的尼米兹还是陸軍系的麦克阿瑟，则在美國陸海兩軍間演變成严重爭執，激化到影响了計划本身的制定。最终海军作了让步，同意一旦形势必要，可由麦克阿瑟全权指挥所有部队。

### 考量
计划的两个考虑重点是时间和伤亡，即如何能在最短的时间内，以最小的伤亡代价，迫使日军投降。在1943年的魁北克会议之前，一个美英联合计划组就曾提出过一个“就战胜日本之评估与计划（Appreciation and Plan for the Defeat of Japan）”的方案。方案中指出对日本本土进攻不应早于1947年或1948年，但是参谋长联席会议认为過度地延长战争会严重损伤国家的士气，于是在魁北克会议上，联合司令部明确指出应在德國投降后的一年以内迫使日本投降。
美国海军封锁和使用空中打击来达成日本的有条件降伏，并提出通过夺取位于上海以及朝鲜的空军基地，从而发动持续的对日轰炸来迫使其投降的方案。而美国陆军则认为这种办法只会无限期地延长战争以及造成不必要的伤亡，并要求以陆上进攻取而代之。陆军提出发动一个大规模的、深入日本腹地的突入式进攻来赢得战争。最终陆军的观点占了上风。
从地理上看日本列岛几乎没什么适合登陆的沙滩，这使作战计划的制定十分困难，仅有的两块可登陆地点就是九州南部和本州岛关东平原南部的沙滩。因之盟军提出了两阶段作战计划，首先以奥林匹克行动攻占南九州，确保空军基地，随后由九州为小王冠行动提供空中支援。

### 假设
由于日本的地理特征是固定的，行动计划者们只需去评估他们会遭遇多少抵抗。基于1945年初所掌控的情报，参谋部的假设包括如下几点：
- 进攻所遭遇的抵抗不将只来自有组织的军事力量，而且还包括狂热的敌对民众。
- 在实施奥林匹克行动时，日军在九州南北会各部署3个师团。
- 日军在九州投放的兵力不会超过8到10个师团。而且一旦开战这个部署会迅速完成。
- 在本州的部队，包括预备部队，约为21个师团。在实施小王冠行动时，会有约14个师团部署于关东平原。
- 日军有可能将其陆基空中力量撤退到中国大陆或朝鲜半岛，以避免遭受盟军的消耗性打击。在这种情况下，可能会使用位于中國基地的2,000到2,500架戰機阻击盟军的九州登陆作战。

### 奥林匹克行动

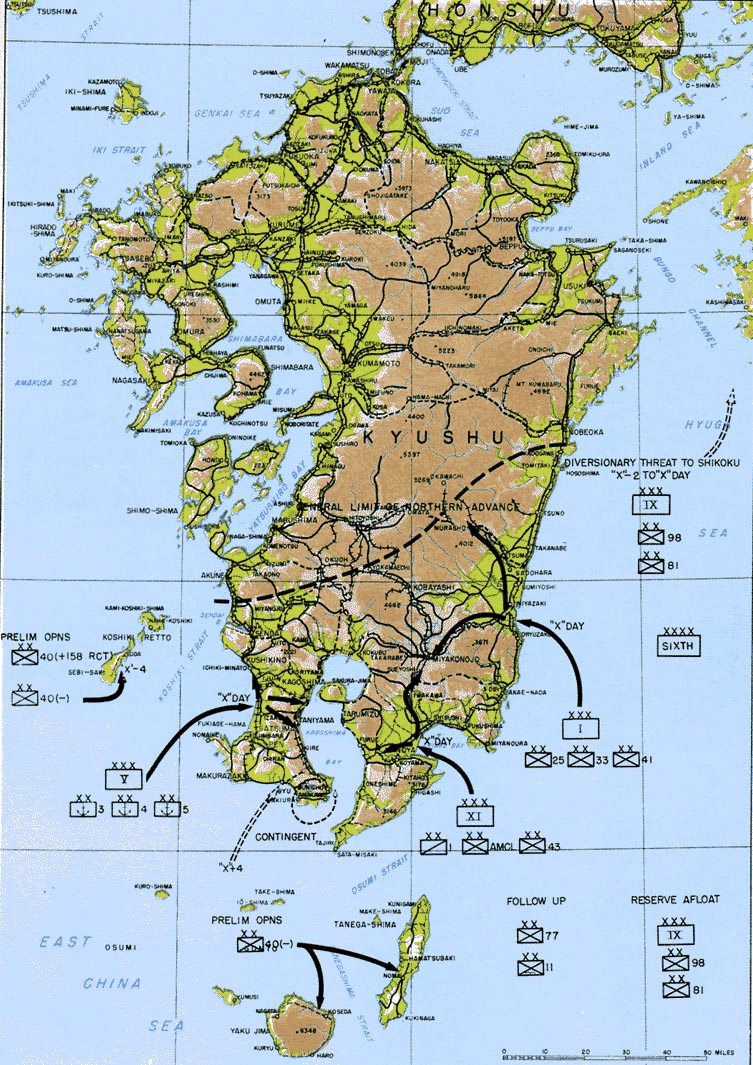
奥林匹克行动行动计划图

奥林匹克行动的目标是进攻日本本土四大島之一的九州，作戰發動日的代號為“X日”，日期則預定為1945年11月1日。盟军海军将前所未有地聚集，为进攻提供海空支援：总计包括24艘航空母艦，24艘戰列艦與巡洋艦以及400多艘驱逐舰和护卫舰。美军将有14个师参加登陆作战。通过使用冲绳作为前进基地，作战目标是完全控制九州南部地区。这个地区将在随后的战役中作集结地之用。
奥林匹克行动还包括一个欺骗性的计划，代号为粉蠟筆行動。彩蜡笔行动的目的是使日本相信盟军联合司令部拒绝了登陆进攻方案，而以包围和轰炸为对日作战策略。行动将包括夺取日本位于台湾、中国东海岸、及黄海海域的军事基地。
美国空军第五、第七和第十三航空队负责战术支援，包括攻击日军机场和九州岛及本州岛南部的交通要道、以及取得登陆沙滩处的空中优势。美国陸軍航空隊第八、第二十航空隊和英军飞虎队将继续担当对日战略轰炸任务，他们还将在之后的小王冠行动中发挥重要作用。
在登陆作战之前，即X日前五天左右，盟军将会先夺取种子岛、屋久岛以及甑岛列岛等几个周边岛屿。之前的冲绳战役显示，对于此种登陆作战，在战场附近建立安全的停泊地十分必要，以供已投放完部队的登陆舰和因空中打击受损的船只使用。
美国第6軍團将从宫崎、有明町（鹿儿岛）和串木野（鹿儿岛）3个主要地点进攻九州。这3个地点大约分别位于九州岛的4、5、7点钟方向。35块登陆沙滩全部以汽车品牌命名，如奥斯汀、别克、凯迪拉克等。每块登陆沙滩被分派给一个军团。最终的兵力对比约为3名美军对一名日军。在1945年初的时候，宫崎基本上是不设防的，而有明町及其周边的良港则被严密防御。串木野尽管防守薄弱，但其地形十分险恶，预计将给盟军造成最严重的伤亡。
最终目标如奥林匹克行动计划图中标注的“general limit of northern advance”之虚线所示，仅止于九州南部。總體而言，奥林匹克行动只是为随后的小王冠行动提供一个前进及支援基地。

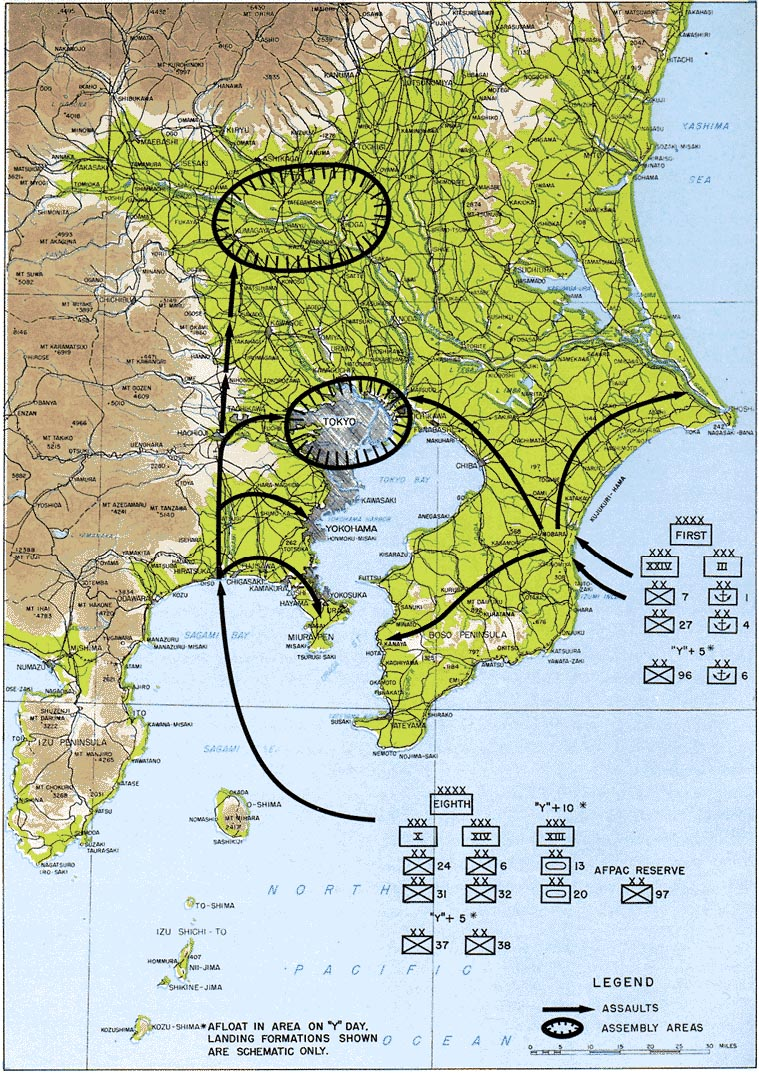
小王冠行动计划图

### 小王冠行动
小王冠行动的开始日为“Y日”，并预定在1946年3月1日。行动规模将超过诺曼底登陆，成为历史上最大规模的两栖登陆作战。预计会有28个师直接参與登陆作战。美国第1軍團将从房总半岛的九十九里滨展开登陆；第8軍團的进攻地点则是位于相模湾的平塚市。2個軍團登陆后分别北上，最终在东京会师。

### 再部署
奥林匹克行动将基本上只使用当时太平洋战区已存在的军事力量，包括英国太平洋舰队（一支由英国指挥的英联邦联合舰队，计有18艘航母和4艘战列舰），以及曾参加菲律宾战役的澳大利亚第一战术空军。后者将为美军提供有力的近距空中支援。唯一的主要再部署是英联邦的一支轰炸机部队（绰号“Tiger Force”），计划由欧洲转往冲绳的空军基地。
英国飞虎队是一支英联邦的长距离重型轰炸机部队，将由皇家空军、澳大利亚皇家空军、加拿大皇家空军和新西兰皇家空军的单位和皇家空军轰炸机司令部的人员组建。1944年，计划抽调500-1000架战机和空中加油机，之后减少为22个空军中队，到了战争结束时，又被减少为10个空军中队，约合120-150架轰炸机。
一开始，美国的参谋们也没有计划在没落行动中使用非美国的陆军力量。如果在奥林匹克行动的初期需要增援，他们将派遣为小王冠行动准备的兵力，包括从欧洲、南亚、澳洲及其他地方召集部队。当时美国第1軍團（15个师）和第8航空隊都在欧洲。伴随再部署的一个主要问题是同时进行的复员，这导致许多部队中经验最丰富的官兵离开，整体战斗力遭到削弱。
根据美国历史学家约翰·雷伊·斯盖特斯（John Ray Skates）的说法：
美国的计划制定者们最初没有注意到非美国地面部队参与进攻关东平原的可能性。他们所发布的计划暗示所有的攻击、支援和预备部队都将来自美国。不过，当1945年夏天重新规划小王冠行动时，所有的同盟国都提供了地面部队，而对于这些部队的规模、任务、装备和支援等问题，在最高决策层中产生了争论。
澳洲曾要求将其部队纳入奥林匹克行动的第一波攻击序列中，但为美国指挥官们拒绝。根据随后的磋商，最终决定一个由英国、澳大利亚和加拿大组成的英联邦军团将参加小王冠行动。如果必要，这些国家，以及其他英联邦成员国，还将提供其他援军。麦克阿瑟以语言、组织、构成、装备、训练、信条等为由拒绝了关于让印度部队参战的提议。他还建议所有外籍部队需要按美军模式进行组织，只使用美式装备和后勤，以及在部署前于美国进行为期6个月的军事训练。这些提议均被接受。一名英国军官，查尔斯·凯得利（Charles Keightley）中将，被提名指挥英联邦军团。澳洲政府对此提名表示怀疑，认为让一个没有对日作战经验的人担当指挥官是不合适的，并同时提名莱斯里·莫希德（Leslie Morshead）中将为指挥官。不过还没来得及敲定最终人选，战争即已结束。

### 初始的兵力计划
| 士兵           | 766,700–815,548 |
| 车辆           | 134,300         |
| 载重吨（船只） | 1,205,730       |
| 步兵师         | 11              |
| 海军师         | 3               |
| 装甲师         | 0               |
| 航空队         | 40              |

| 士兵           | 1,026,000–1,171,646 |
| 车辆           | 190,000             |
| 载重吨（船只） | 1,540,000           |
| 步兵师         | 20                  |
| 海军师         | 3                   |
| 装甲师         | 2                   |
| 航空队         | 50                  |

注：小王冠行动图表不包括太平洋陆军司令部3个师的预备队和计划的10-12个增援师。

## 日本方面的軍事行動

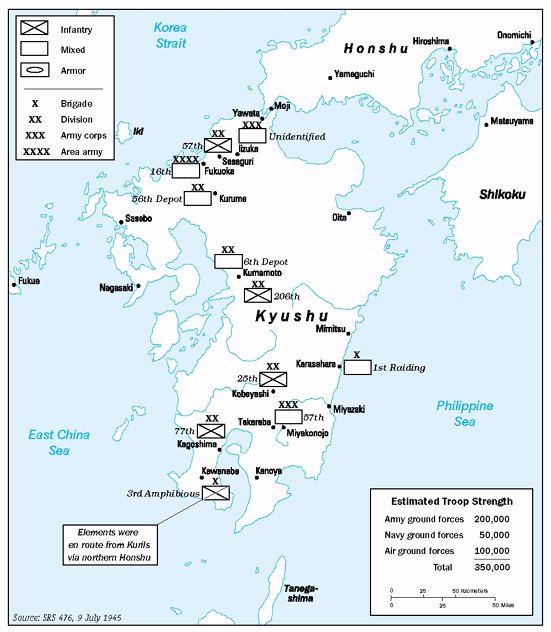
美国在7月9日对日本部署的估计

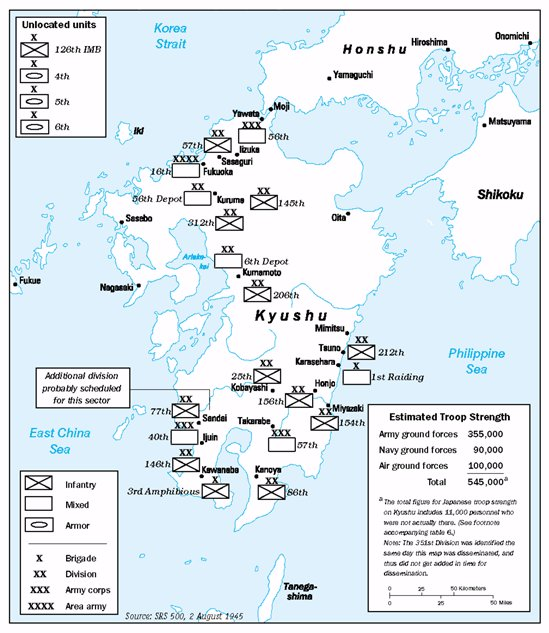
美国在8月2日对日本部署的估计

与盟军同时，日本方面也制定代号为“决号作战”的防御计划。最初日本担心盟军可能在1945年夏就发动进攻，但经过漫长的冲绳战役后，日方认为盟军应不会在台风期结束以前再发动任何新的攻势。毕竟，在台风季节实施登陆作战风险极大。日本情报部门对于进攻方向的预测十分准确，他们估计最有可能的入侵地点是：南九州的宫崎、有明湾或萨摩半岛。
尽管此时日本已不再期望赢得战争，但他们相信，如果能给盟军在决战中造成最大程度的损失，就有可能迫使对方签署某种形式的停战协定，而非完全投降。日本在长野县的松代秘密建造了地下指挥部，可以在盟军进攻时供天皇和总参谋部使用，但这实际上没有起到作用：日本高估了盟军的军事实力，盟军的实际作战计划涉及最多54个师（14个用于奥林匹克行动，38-40个用于小王冠行动），而日本预计盟军将有90个师。

### 神风特攻队
1945年2月，日本任命第一舰队司令官、海军中将宇垣缠为第五航空舰队司令官。第五航空舰队在之前的冲绳战役中曾被指派遂行“神风”自杀攻击任务。此时，九州防卫作战在即，该舰队开始负责训练飞行员以及集结作战飞机。
到战争晚期，日本的防守已经愈发严重依赖于神风特攻。除了战斗机和轰炸机，几乎所有的教练机也被分派给特攻队，試图靠量弥补質的不足。到1945年7月，日军可用的飞机已超过一万架，并且数量还在持续增长。日本计划将其中所有能够接近盟军舰队的飞机都用于自杀攻击。宇垣还监督生产了数百艘“震洋”自杀攻击小艇，这些舰只将负责攻击接近九州海岸的任何盟军舰只。

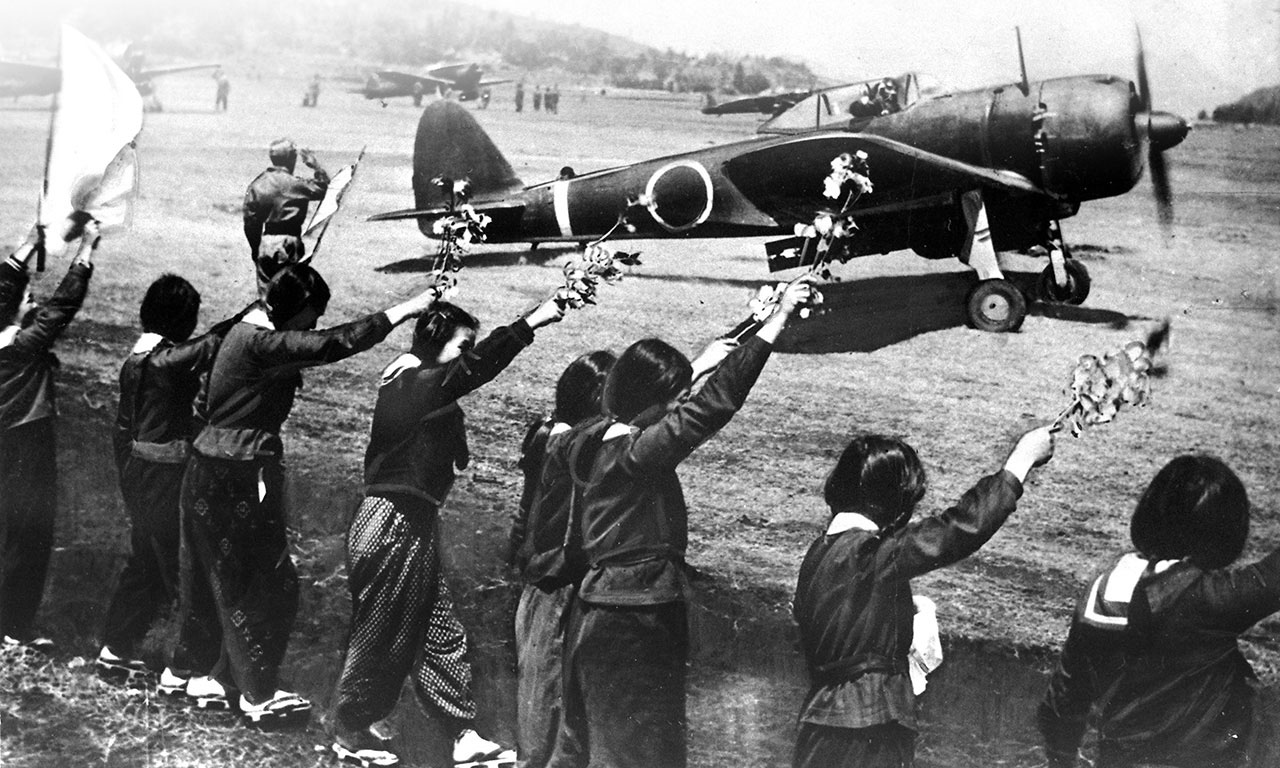
知览町的女高中生向准备起飞的神风特攻队飞行员挥舞樱花枝告别

在冲绳战役中，日军总共投入了近2000架飞机进行自杀攻击，命中成功率约为9:1。九州防御作战时，情况可能会好一些——依靠更大规模的神风飞机集团攻击，或能在几个小时的时间段内达到6:1的命中率。日方预计击沉400艘以上盟军舰船，并且以运输舰为主要目标。这样的战术方针意味着盟军可能付出极其巨大的伤亡，一些专家甚至预测三分之一到一半的登陆部队会被神风特攻队消灭于海上。

### 海军
大日本帝国海军到1945年8月时已经基本失去战斗力，由海军大本营指挥，计划对盟军造成尽可能大的伤害。可供使用的舰艇仅剩下5艘航空母艦（皆已受损）、4艘战列舰（皆已受损）、2艘巡洋舰、23艘驱逐舰和46艘潜艇，并且短缺油料。小型舰的数量虽然较多，但也因燃料不足而严重受限。这样的军力，“也许能在海战中顶住20艘驱逐舰外加40艘潜艇幾天。”由于燃料严重不足，日本的海军舰艇难以出动，因此日本转而计划将舰船停泊在港口中，使用反舰火力防御盟军的进攻。大日本帝国海军还有数千架战机和本土的近二百万名士兵，保证了其能够在即将到来的防御作战中发挥作用。
大日本帝国海军还有约100艘蛟龙级微型潜艇，300艘更小的海龙级潜艇，120枚“回天”型人操鱼雷以及2, 412艘“震洋”自杀攻击艇。这些作战单位的目标是摧毁大约60艘盟军舰艇。
一批海军蛙人将作为自杀式部队参战，他们被称作“伏龙”。他们装备有接触引爆式炸药，在水底潜行至目标舰艇下方并引爆炸药。日军还在可能的登陆海域的海底提前部署了大量炸药供“伏龙”使用。在日本投降前，日军训练了大约1, 200名自杀式潜水员。

### 陆军
在任何反登陆作战中，指挥人员都有两个选择——滩头防御或纵深防御。在战争早期，如塔拉瓦战役中，日军采取了前一种战法：倾全力防守滩头阵地，不为后续战斗留一兵一卒。这种战术后来被证明易于受到敌方登陆前支援炮击的打击。到战争后期，如帕劳、硫磺岛及冲绳战役，日军开始转变策略，将兵力部署在易守难攻的地理区域，不再一味追求沙滩的控制权。这种战术让登陆战变成了消耗战，大大提高了美军的伤亡率。
对于九州防御战，日军采取折衷的策略，即仅将防守部队撤退到离岸边几公里的地方。这样，既可以避开盟军舰船的炮击，又可以使其登陆部队因空间过小而难以建立有效的落脚点。反击部队的部署地点更加靠后，以备一旦战事打响可迅速支援压力最大的一侧。
在1945年3月时，日本在九州仅有1个战斗师团。随后4个月又从満州、朝鲜以及日本北部等其它地方调集了大批部队。至8月，驻九州兵力已达14个师团及3个坦克旅，共90万人。尽管兵员尚不显短缺，但日军的装备捉襟见肘。到战争结束前，日本本土的总兵力为64个师，但只有40个师有足够的装备，且其中仅30个师弹药充足。
尽管军部并没有正式决定在九州防御战中毕其功于一役，但他们所投入的兵力和资源事实上已是倾其所有。例如，日本全国的弹药总量中高达40%被拨给了部署在九州的部队。
除正规军外，日本还组织了为数达2800万人的“国民义勇队”，包括任何身体健康的15到60岁男子及17到40岁女子。国民义勇队的任务包括战斗支援，也将最终直接参与战斗，但是他们缺乏训练、缺少制服、装备落後：一些人仅有火枪、弓箭甚至是竹制刀枪。
再者，當時日本物資極其缺乏，事實上連軍服的數量都不足，再加上日軍早有使用平民進行自殺攻擊的例子。所以美軍作戰時，為了自身的安全會將所有日本人（不論男女老幼）視為軍人，如此平民死傷必然慘重。
一个被征召的高中女孩，葛西幸子（音），被发了一把锥子，并被告知：“即使只杀掉一个美国兵也可以。……你必须瞄准他的腹部。”

## 盟军的再评估

### 空中威胁
美军情报部门起先估计日本军机数量约在2500左右。在冲绳战役中，日军平均每次自杀攻击所给美军造成的损失约为两死两伤——而九州的情况可能会更糟：在冲绳，为了攻击水面舰艇，日军飞机必須面對盟軍的防空炮火，在开放海域长距离飞行；而在九州，它们只需飞过陆地后，飛越很短的水上距离即可抵达目标。情报部门逐步认识到，日本正在倾全力组织神风攻击，并且采取了有效手段来在特攻前保存这些战机。对于神风飞机的数量，美国陆军于1945年5月的评估为3391架，到8月增至5911架；海军部门在同年7月的估计值为8750架，8月则增至10290架，海军的评估內容把训练用飞机也包含在内。
盟军针对神风攻击制定了一系列反制措施，即“大藍毯”计划，將用更多的战斗机代替航母机库中的鱼雷机和俯冲轰炸机，以及把B-17轰炸机改装为航空雷达警戒飞机－—类似于今日的空中预警机。尼米兹还提出了一个佯攻计划，即在真正进攻前几週，先派一只舰队到登陆点附近引蛇出洞，待日本大批自杀式飞机扑来时，他们就会发现那些目标并非滿載軍員且又脆弱的运输舰，而是从船首至船尾以防空武器全面武装的战斗舰艇。
针对日本空中打击的主要防御力量将来自之前在琉球群岛集结的大批战斗机机群，美国空军第五军、第七军及海军陆战队航空兵在占领琉球后，迅速进驻该岛，并因應可能的对日本土攻击进行了大幅加强改造，而对日本机场和运输动脉的有计划轰炸在投降前夕即已展开。

### 地面威胁
从1945年4月起的连续三个月中，盟军情报机关已经注意到日本本土防御部队的增长，包括在九州补充了五个师。但是预测仍然乐观，认为到11月时九州的兵力只能达到35万。这一估计在7月時被打破——盟军又发现了四个师，并且有迹象表明数量还在增加，到8月预计总数达60万。美军的「Magic」情报破译组所破译的日军密码指出在九州南部的部队数达9个师，是早先估计量的三倍。实际上这仍然是偏低的估计（见上文）。
关于日本在九州岛的备战军力于7月中旬陡增的情报给太平洋和华盛顿都带来强烈的冲击。7月29日，威洛比……首次指出4月的估计认为日本有能力在九州部署6个师，甚至有部署10个师的潜力。“头6个师已经现了形，”他评论道，“但还不知道终点在哪里。”如果照此势头發展，它将可能“发展到一个敌我双方达1比1的比例，这显然不是决胜之法。”
日本在九州的军力部署导致美国的战争计划者们，尤其是马歇尔将军，开始考虑对奥林匹克行动进行大幅度修改，或干脆以其他的进攻方案代替。

### 化学武器
受风向和其他因素影响，若盟军使用毒气攻击，日军可能受到重创。这样的攻击将迫使日军放弃坑道和洞穴，因为在这些地形中瓦斯将更容易发挥作用。
虽然《日内瓦公约》禁止化学武器的使用，但当时的美国和日本都不是签字国。尽管美国曾保证决不会首先发动化学武器战，但日本早已在战争早期对中国使用过毒气。
由于当时日本已丧失使用空中或长程火炮投射毒气弹的能力，盟军不是太担心日本会使用化武进行报复。1944年由Ultra破译的情报指出，日本对其自身报复美国使用化学武器的能力表示怀疑，日军军官被告知，“必须谨慎，不要给美国進行化武攻击的口實”。
除了向平民使用化学武器，美军还考虑用化学武器攻击农作物来让日本陷入饥荒。1944年4月，美军开始试验利用化学混合物杀死农作物，在一年的时间里，他们从一千多种候选原料中选出了九种有潜力的化学物质，包括氯苯氧基类除草剂。在测试中，一种代号为“LN-8”的物质表现最为出色，被大量生产。用飞机投掷或播撒被认为是最为有效的方式。1945年7月的一次测试中，装有化学药物的炸弹在预定的高度打开，将化学制剂播撒出去。在战争结束前，美军仍在尝试找到最理想的炸弹打开高度，以使化学药物覆盖最大的范围。LN-8中的一种活性成分和另一种被测试的混合物之后被用于制造橙剂，在越南战争中被使用。

### 核武器
根据马歇尔的命令，约翰·E·赫尔（John E. Hull）少将研究了对日本本土进攻时战术核武器的使用（即便在日本遭到两次核打击之后，马歇尔也不认为日本会立即投降）。莱尔·E·西曼（Lyle E. Seeman）少校的报告称，到X日时可提供最少7枚原子弹用于打击防御部队。西曼建议美军应等待“至少48小时”再进入受打击区域；但由于此时人们对放射性尘埃的风险尚缺乏认识，如此短时间的等待必将导致美军士兵遭受严重的核辐射伤害。

### 其他目标
由于认识到日军主力集中于九州，联合参谋部当时也考虑过其他目标，如四国及本州北部的仙台、大湊等地，或干脆绕过第一步、直接进攻东京。本州北部的防守相对脆弱，但若由此攻击，盟军将失去大部分的陆基空中支援（B-29除外）。

### 奥林匹克行动的前景
麦克阿瑟拒绝了任何关于改变战争方案的看法，说：“我确信你所收到的关于日本积蓄空中力量以对抗奥林匹克行动的情报被严重夸大了……至于地面部队在九州南部的集结情况……我不相信……果真有报告给你的那么强……我认为，奥林匹克行动一丝一毫都不容变更。”但是，金恩（海军作战部长）此时已经准备正式提出反对意见；而尼米兹也有不同看法，并在美国政府内部引起了争论。
在这样的情况下，马歇尔和杜鲁门之间的互动将最为关键。有重大证据表明，马歇尔急于在最晚8月15日以前发动进攻……但他也明白，美国政府、特别是杜鲁门本人，在连美军内部也未达成一致的场合下，恐怕不会答应一场耗费如此巨大的入侵。这也多少消减了马歇尔的个人决心。
此时，苏联也正在秘密准备于占领萨哈林全岛和千岛群岛之后，继续进攻北海道。这给盟军造成相当大的压力——使之须在11月之前就发动入侵。然而8月15日日本宣告投降，所有的进攻计划也就不了了之。

## 伤亡评估
如上文所述，美军当局假定“进攻所遭遇的抵抗不将只来自有组织的军事力量，而且还包括狂热的敌对民众”，因此巨大的伤亡将不可避免。但是具体到这个数字会有多高，没有人给出确信的答案。一些人作出估计，但在数量、假定以及意图（甚至包括对本土进攻的赞成和反对）上分歧极大。后来，这些假设又被用于对广岛和长崎使用原子弹的争论。
伤亡评估多基于之前战役的经验：
- 联合参谋部于4月的一份研究报告称，每千人日的阵亡率为1.78，傷亡率为7.45。这意味着若奥林匹克行动持续90天，将有45万6千人伤亡，其中死亡或失踪10万零9百。如果小王冠行动也持续90天，则伤亡总数将达120万，其中死亡人数为26万7千。
- 一份由尼米兹的幕僚于5月给出的研究报告称，头30天的伤亡率为4万9千，其中海上损失5千人。麦克阿瑟的幕僚给出的数字则是，头30天2万3千，120天后为12万5千。这个数字被马歇尔所质疑，于是麦又给出一个为10万5千的调整后数字，其中扣去那些负伤后能返回前线的人员。
- 在6月18日有杜鲁门总统参加的一次会议上，马歇尔以吕宋岛战役为例，认为美国在头30天将承受3万1千左右的伤亡，而最终伤亡为日本的20%，约7万人。雷西则更倾向于以冲绳战役为基准，认为美国的伤亡率将高达35%，暗示战死总数有26万8千。金恩则认为伤亡将在吕宋和冲绳之间，约3万1千到4万1千。

在所有这些评估当中，尼米兹僅接受海上伤亡估計。事实上，在冲绳战役中，因神风特攻造成的损失于日军飞行员损失之比达1.78:1；而在九州，运输船只将更易暴露于自杀攻击之下。
- 美国战争部部长史汀生的幕僚曾委托威廉·肖克利[註 1]完成一份报告，其中评估为征服日本将造成170万到400万的美军伤亡，其中死亡40万到80万人。而日本方面仅死亡就可达500万到1000万人，此评估考虑日本普通国民参战的因素。

在政府以外，一些知情的民间人士也作出他们自己的猜测。洛杉矶时报记者凱爾·柏瑪称到战争结束将有50万到100万美军死亡。前总统胡佛在给杜鲁门和史汀生的便函中也给出同样的数字，并且据信还是保守估计，不过并不清楚胡佛是否在他与杜鲁门的会面中谈及过这些具体数字，但军方认为这些数字对于他们的战役方案而言“过高”。
作为比较的诺曼底战役中，头48天盟军的伤亡为6万3千；82天的冲绳战役则付出7万2千人伤亡代价，其中近1万9千死亡或失踪。因伤间接死亡或死于其他因素的兵士高達數千人，但並未被计算在内。整个二战美军付出的伤亡总数約是100万，其中死亡約40万。
预测到受伤人员可能为数巨大，预先生产约50万枚紫心勋章。可是，即使到今天，在二战结束70多年后，美国在各战场的受伤总人次也没超过这个数字。到2003年，库存中仍有12万枚紫心勋章。由于勋章太多，美军在伊拉克和阿富汗的战斗部隊干脆把它们准备在手边，以便随时授予在战场上受伤的士兵。

### 引用
1. ↑  Giangreco (2009). X-Day定于1945年11月1日，而Y-Day暂定于1946年3月1日，战斗预计将持续到1947年。
2. ↑  . United States Army Center of Military History.   [2016-01-23]. （原始内容存档于2019-08-17）.
3. ↑  . 2004: 169. ISBN 0761474838.
4. 1 2 3  Giangreco 2009
5. 1 2 3 4  Japanese Monographs 17-20 （页面存档备份，存于） Retrieved 21 August 2015.
6. ↑  Giangreco (2009) pp. 62. 14 divisions for Olympic and 28 for Coronet with a follow-up force of between 10 and 12 additional divisions.
7. ↑  Chapter 13: "Downfall" pp. 422 （页面存档备份，存于） Retrieved 23 Aug. 2015
8. ↑  Demobilization and Disarmament of the Japanese Armed Forces （页面存档备份，存于） pgs. 118, 120. Retrieved 21 August 2015.
9. ↑  Giangreco (2009) pp. 29. 根据战争部长亨利·史汀生（Henry Stimson）的说法，参与征服日本行动的美国军事人员“大约有500万人；如果包括所有间接相关的人，那么这一数字将会更多。"
10. ↑  Giangreco (2009) pp. 22-23: "正如1945年夏天所设想的那样，由于地面和空中要素，加之皇家海军将会全力以赴的承诺，最终将需要召集近100万英国和帝国军人参加“皇冠行动”，即入侵东京附近的本州。"
11. ↑  Cook. . New Press. 1992. ISBN 978-1-56584-039-3. pp. 403. 日本本土的兵力为4,335,500人，海外为3,527,000人。
12. ↑  Giangreco (2009) pp. 122: "这些民兵部队接受正规的战斗训练，使用可以搜寻到的任何武器，并在此期间继续履行他们的农业和工业职责，除非地区指挥官指示他们放弃这些职责而执行其他任务，如建造防御工程。有130万平民为海军工作，225万平民为陆军工作，此外尚有2800万日本人属于该法律规定的范围。"
13. ↑  Frank，《没落行动》，340页。
14. ↑  Skates，《入侵日本》，229页。
15. 1 2  Combined Arms Research Laboratory: Downfall pp. 26 （页面存档备份，存于） Retrieved 3 March 2016
16. ↑  Hyperwar: Part III, the End of the War pp. 404 （页面存档备份，存于） Retrieved 3 March 2016
17. ↑  US Air Force: The Invasion that Didn't Happen （页面存档备份，存于） Retrieved 3 March 2016
18. ↑  Frank，《没落行动》，184-185页。
19. ↑  Feifer，《冲绳战役》，418页。
20. ↑  Japanese Monograph No. 85 pp. 16 （页面存档备份，存于） Retrieved 23 August 2015.
21. ↑  Giangreco 2009，第131頁
22. ↑  Giangreco 2009，第257頁
23. ↑  Zaloga, Steven (2011). Kamikaze: Japanese Special Attack Weapons 1944–45. Osprey Publishing. p. 43. ISBN 978-1849083539.
24. ↑  Barton, Charles A. (1983). "Underwater Guerrillas". Proceedings. United States Naval Institute. 109 (8): 46&47
25. ↑  Frank，《没落行动》，189页。
26. ↑  当时麦克阿瑟的情报主任、少将。
27. ↑  Frank，《没落行动》，211页：威洛比对“针对九州敌情的G-2评估”的补注1。
28. ↑  美军的一个情报破译组。
29. ↑  Skates，《入侵日本》，97页。
30. ↑  Trevithick, Joseph. . War is Boring.com. 2016-06-10  [2016-06-11]. （原始内容存档于2016年9月7日）.
31. ↑  Frank，《没落行动》，357页。
32. ↑  Giangreco、Dennis M.及Kathryn Moore，《正在生产新的紫心勋章来满足需求吗？》 （页面存档备份，存于）；历史新闻网，2003年12月1日文章。